# Mnich

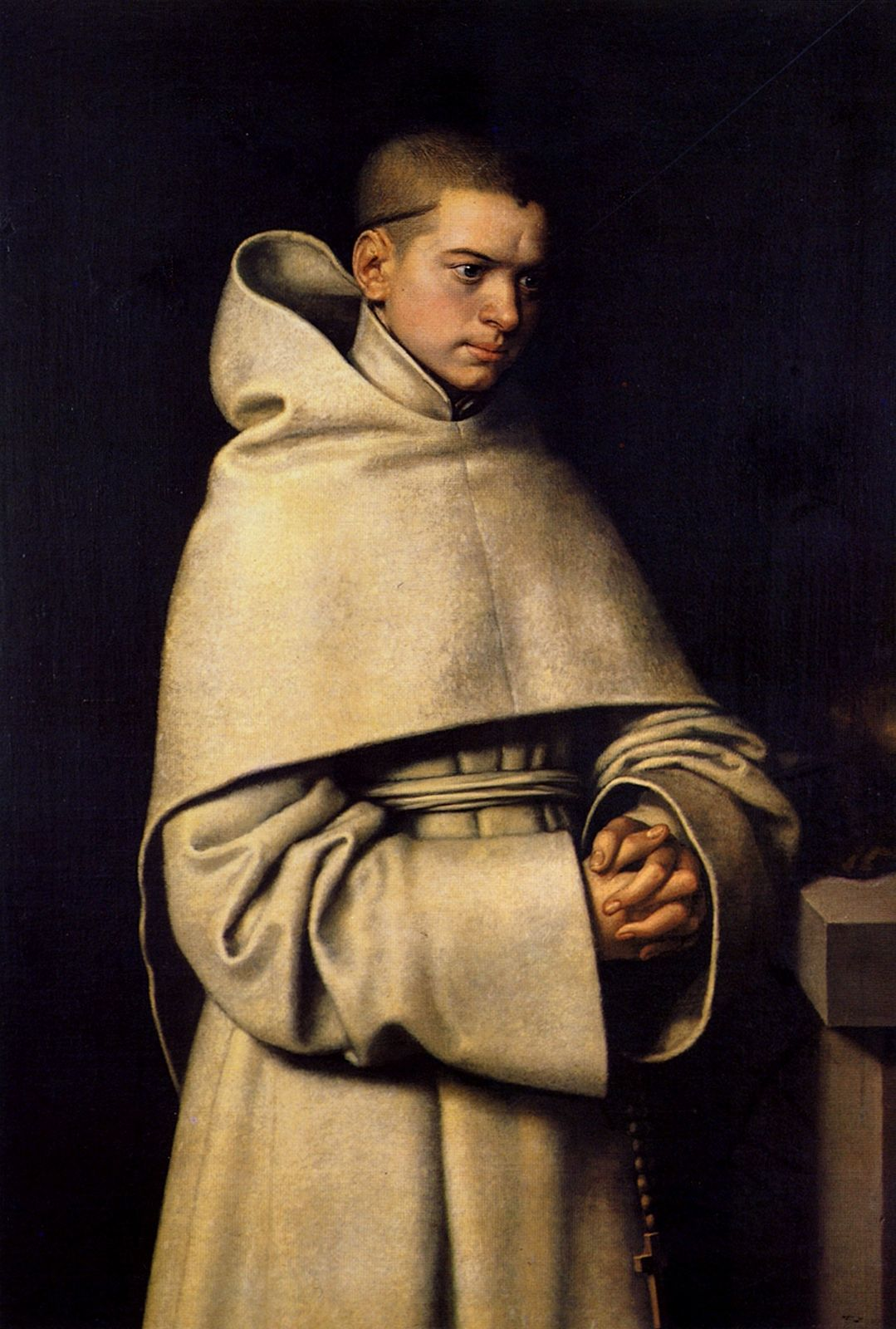
Portrét mnicha (Sofonisba Anguissola, 1556)

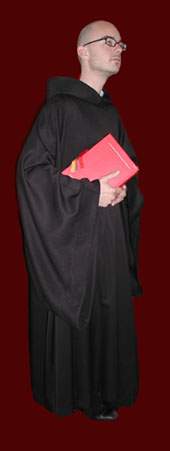
Římskokatolický mnich (benediktin)

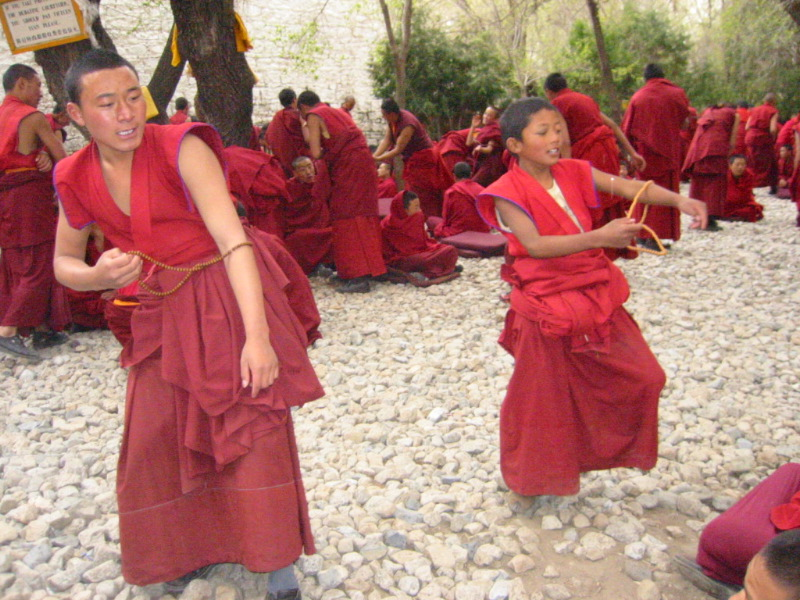
Buddhističtí mniši při výuce tradiční místní formy disputace. Tibet

Mnich (lat. monachus, z řec. μοναχός monachos – osamocený) je muž praktikující formu života ve víře podřízenou konkrétnímu cíli víry. Cvičí mysl a tělo podle své víry – buď sám, nebo s ostatními lidmi podobného zaměření – zatímco udržuje odstup od lidí, kteří toto zaměření nesdílejí.

## Křesťanství
V katolickém prostředí to dnes obvykle znamená, že je členem mnišského řeholního řádu a žije v klášteře. Dříve však tak byli označováni i poustevníci a po faktické stránce je toto označení přesné i dnes. Nesprávné je zaměňovat slovo mnich za slovo řeholník (člen řeholního řádu), neboť ne každý mnich je řeholník a ne každý řeholník je mnich (podrobněji viz řád). V Česku je možno se běžně setkat s řadou křesťanských mnichů: benediktinů, cisterciáků nebo trapistů (odnož cisterciáků).
Pravoslavní mniši žijí obdobně jako katoličtí, avšak nejsou sdruženi do řádů. Každý monastýr (klášter) má svá vlastní pravidla pro život (řeholi).

## Buddhismus
V Česku je možné méně často potkat mnichy východních náboženství, jako je taoismus, buddhismus aj.
V buddhismu je členem mnišské sanghy (buddhistické řádové komunity) a většinou žije v buddhistickém klášteře. Buddhistický mnich je muž – Bhikkhu (plně ordinovaný mnich). Dodržuje striktně čtyři pravidla (parádžika), po jejichž překročení automaticky přestává být mnichem. Bhikkhu skládá slib při vstupu do sanghy (buddhistické řádové komunity) a očekává se, že bude dodržovat pravidla jednání – Vinaja-pitaka.